# Lucas Till

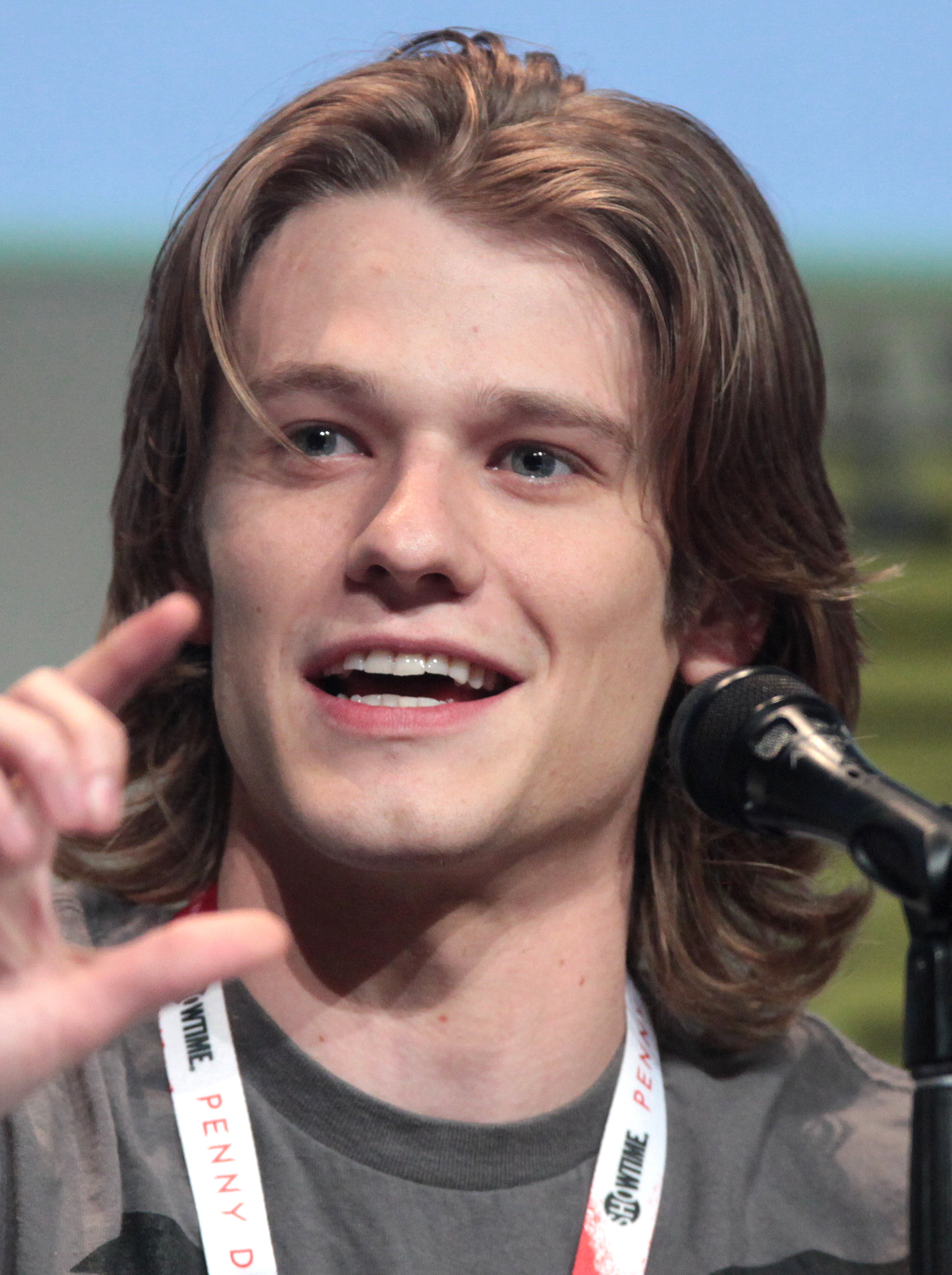
Till auf der San Diego Comic-Con International anlässlich der Förderung von X-Men: Apocalypse (2015)

Lucas Daniel Till (* 10. August 1990 in Fort Hood, Texas) ist ein US-amerikanischer Schauspieler.

## Leben
Till wuchs in Atlanta, Georgia auf. Er bekam bereits mit elf Jahren Schauspielunterricht und reiste mit 13 Jahren nach Los Angeles. Im Jahr 2003 war er erstmals in dem Kurzfilm The Lovesong of Edwerd J. Robble von Alex Orr zu sehen. Zwei Jahre später wirkte er neben Joaquin Phoenix und Reese Witherspoon in dem Oscar-prämierten Film Walk the Line mit. Drei Wochen vor dem Schulabschluss bewarb er sich für Disneys Hannah Montana – Der Film und bekam die Hauptrolle des Travis Brody. Im Mai 2008 verließ er die Kell High School mit Auszeichnung und zog anschließend nach Los Angeles, um seine Schauspielkarriere fortzusetzen.
Zwischen 2011 und 2016 verkörperte Till in drei Teilen des X-Men-Franchises den Mutanten Alex 'Havok' Summers, im Anschluss daran für fünf Staffeln in einer Neuauflage der klassischen Serie den Titelhelden MacGyver.

## Filmografie

### Filme
- 2003: The Lovesong of Edwerd J. Robble (Kurzfilm)
- 2003: The Adventures of Ociee Nash
- 2004: Lightning Bug
- 2004: Pee Shy (Kurzfilm)
- 2005: Walk the Line
- 2006: The Other Side – Fürchte die Jäger der Hölle (The Other Side)
- 2006: Not Like Everyone Else
- 2008: Dance of the Dead
- 2009: The Lost & Found Family
- 2009: Laid to Rest
- 2009: Hannah Montana – Der Film (Hannah Montana: The Movie)
- 2010: Spy Daddy (The Spy Next Door)
- 2011: World Invasion: Battle Los Angeles (Battle: Los Angeles)
- 2011: X-Men: Erste Entscheidung (X-Men: First Class)
- 2011: All Superheroes Must Die
- 2013: Stoker
- 2013: Crush – Gefährliches Verlangen (Crush)
- 2013: Paranoia – Riskantes Spiel (Paranoia)
- 2014: X-Men: Zukunft ist Vergangenheit (X-Men: Days of Future Past)
- 2014: Kristy – Lauf um dein Leben (Kristy)
- 2014: Wolves
- 2015: Bravetown
- 2015: Der Fluch von Downers Grove (The Curse of Downers Grove)
- 2016: X-Men: Apocalypse
- 2016: Monster Trucks
- 2016: The Disappointments Room
- 2020: Son of the South
- 2023: The Collective – Die Jagd beginnt

### Serien
- 2008: Dr. House (House, Folge 5x11)
- 2009: Medium – Nichts bleibt verborgen (Medium, Folge 5x02)
- 2010: Blue Mountain State (Folge 1x07)
- 2016–2021: MacGyver